# Warriors (musikalbum)
Warriors är det sjunde studioalbumet, och det femte i eget namn, av Gary Numan, utgivet 1983. Det var det sista av Numans album som utgavs på Beggars Banquet Records. Albumet nådde 12:e plats på brittiska albumlistan. Titellåten Warriors, som utgavs som första singel, placerade sig som bäst på 20:e plats på singellistan.
Som producent till Warriors anlitades Bill Nelson som också spelar gitarr på flera låtar, men samarbetet präglades av mycket problem och meningsskiljaktigheter.

## Låtförteckning
Alla låtar komponerade av Gary Numan, utom "I Am Render", musik av John Webb, text av Gary Numan.
1. "Warriors" – 5:50
2. "I Am Render" – 4:56
3. "The Iceman Comes" – 4:25
4. "This Prison Moon" – 3:18
5. "My Centurion" – 5:22
6. "Sister Surprise" – 8:29
7. "The Tick Tock Man" – 4:22
8. "Love Is Like Clock Law" – 4:00
9. "The Rhythm of the Evening" – 5:54

Bonusspår på CD-utgåva 1993
1. "My Car Slides (1)" (B-sida "Warriors") – 3:01
2. "My Car Slides (2)" (B-sida "Warriors") – 4:42
3. "Poetry and Power" (B-sida "Sister Surprise") – 4:25
4. "Face To Face (Letters)" - 3:46
5. "Cars" ('E' Reg Extended Model) - 6:12
6. "Cars" (Motorway Mix) - 4:30

Bonusspår på CD-utgåva 2002
1. "Poetry and Power" – 4:25
2. "My Car Slides (1)" – 3:01
3. "My Car Slides (2)" – 4:42
4. "Nameless and Forgotten" – 5:02
5. "Sister Surprise" (single version) – 4:52
6. "Warriors" (full-length version) – 7:30

## Medverkande
- Gary Numan – sång, keyboards, gitarr, percussion
- Joe Hubbard – basgitarr
- Cedric Sharpley – trummor, percussion
- Bill Nelson – gitarr, keyboards, sång "Poetry and Power"
- Russell Bell – gitarr
- Chris Payne – keyboards, viola
- John Webb – keyboards, percussion
- Dick Morrissey – saxofon
- Tracey Ackerman – bakgrundssång
- Terry Martin – keyboards "The Tick Tock Man"